# Bedford Township (Illinois)
Pour les articles homonymes, voir Bedford Township.
Bedford Township est un township du comté de Wayne dans l'Illinois, aux États-Unis,. En 2010, le township comptait une population de 1 065 habitants.

## Source de la traduction
- (en) Cet article est partiellement ou en totalité issu de l’article de Wikipédia en anglais intitulé « Bedford Township, Wayne County, Illinois » (voir la liste des auteurs).